# Niwienskoje
Niwienskoje (do 1946 Wittenberg) – osiedle typu wiejskiego w obwodzie królewieckim, w rejonie bagrationowskim. Położone 17 km od Królewca i 23 od Bagrationowska. Po raz pierwszy na mapach Prus pojawiło się w 1542 roku. Na jego obrzeżach znajduje się nieczynna baza wojskowa, która obsługiwała samoloty MiG-19 podczas zimnej wojny w latach 60. Korzystały z niej także Mi-2 i B-24.
Znajduje się tu stacja kolejowa Władimirow, położona na linii Królewiec – Bagrationowsk.

## Historia
Dwie sąsiednie miejscowości – Wittenberg i położony kilometr na południe Friederikenthal przed wojną były osobnymi miejscowościami. W 1946 zostały one ze sobą złączone i utworzyły Niwienskoje.
W 1910 Friederikenthal zamieszkiwało 39 osób, a Wittenberg – 494. W 1933 w Wittenbergu mieszkało 808, a w 1939 – 896 osób.
W Wittenbergu znajdowała się stacja kolejowa, z której prowadziła linia do Kreusburga (obecnie Sławskoje).
Przez Niwienskoje przebiega droga A195. W miejscowości tej znajduje się szpital psychiatryczny, szkoła średnia i przedszkole. W 2011 rozpoczęła się tam też budowa cerkwi, która miała zakończyć się w 2015, jednakże w grudniu 2017 wciąż trwała.

## Atrakcje turystyczne
- Wspólna mogiła 149 sowieckich żołnierzy, którzy zginęli w lutym 1945 roku[16][17]
- Głaz upamiętniający założenie wsi[18]